# 草鹬鞭带吸虫
草鹬鞭带吸虫（学名：Himasthla kusasigi）为棘口科鞭带属的动物。分布于日本以及中国大陆的福建等地，营寄生生活，宿主蛎鹬（福建）、白腰草鹬（日本）以及寄生于肠。